# Karel Fiala (1946)
Karel Fiala (* 28. prosince 1946, Praha) je český japanolog, lingvista a filolog, vysokoškolský pedagog a překladatel z japonštiny.

## Život a dílo
Karel Fiala vystudoval v letech 1965–1970 anglistiku, japanologii a sinologii na Filozofické fakultě Univerzity Karlovy a pak zde v letech 1972–1975 pokračoval v postgraduálním studiu v oboru japanologie – jazykověda konkrétních jazykových skupin. V letech 1975–1979 absolvoval studijní pobyt na Kjótské univerzitě v oboru japonský jazyk a literatura. Titul PhDr. získal roku 1972, titul CSc. roku 1981.
V letech 1979–1990 pracoval nejprve jako odborný, později jako vědecký pracovník Orientálního ústavu Československé akademie věd, v letech 1985–1986 byl na základě grantu Japonské nadace vyslán jako hostující vědecký pracovník na Kjótskou univerzitu. Roku 1992 byl jmenován profesorem na Fukuiské prefekturní univerzitě a po absolvování habilitačního řízení se stal docentem na Univerzitě Karlově v Praze a na Philipps-Universität v Marburgu. Od roku 1992 je ředitelem Japonského centra v Praze.
Karel Fiala je autorem řady knih a japanologických studií, převážně z oblasti lingvistiky a filologie. Kromě vědecké a překladatelské činnosti se také zaměřuje na československo-japonské vztahy. Roku 2008 obdržel od japonského císaře Akihita Řád svatého pokladu (rozetu se zlatými paprsky), mimo jiné za šíření poznání o japonské klasické kultuře.

## Překlady
- Osamu Dazai: Rodinné štěstí, Nový Orient 2/1970, povídka,
- Kenzaburó Óe: Strážný anděl atomového věku, Světová literatura, 2/1971,
- Bledý měsíc k ránu: milostná poezie starého Japonska, Mladá fronta, Praha 1994,
- Příběh rodu Taira, Mladá fronta, Praha 1993,
- císařovna Mičiko: Poprvé v horách, Česko-japonská společnost, Praha 1999.
- císařovna Mičiko: Mosty k lidským srdcím,Česko-japonská společnost, Praha 2001.
- Murasaki Šikibu: Příběh prince Gendžiho, Paseka, Praha a Litomyšl 2002–2008. čtyři díly:[2]
  - Příběh prince Gendžiho 1 , 2002,
  - Příběh prince Gendžiho 2., 2005,
  - Příběh prince Gendžiho 3., 2007,
  - Příběh prince Gendžiho 4., 2008.
- Kodžiki: Kronika dávného Japonska, ExOriente, Praha 2012